# Un temps pour vivre, un temps pour mourir (film)
Pour les articles homonymes, voir Un temps pour vivre, un temps pour mourir (homonymie).
Pour plus de détails, voir Fiche technique et Distribution.
Un temps pour vivre, un temps pour mourir (童年往事, Tóng nián wǎng shì) est un film taïwanais réalisé par Hou Hsiao-hsien, sorti en 1985.

## Synopsis
Le film est la chronique de la vie de Ah-hsiao, surnommé Ah-ha par sa grand-mère. Sa famille vit dans une petite ville du sud de Taïwan, après avoir quitté la Chine continentale quelques années auparavant.

## Fiche technique
- Titre : Un temps pour vivre, un temps pour mourir
- Titre original : 童年往事, Tóng nián wǎng shì
- Titre anglais : A Time to Live and a Time to Die
- Réalisation : Hou Hsiao-hsien
- Scénario : Hou Hsiao-hsien et Chu Tien-wen
- Pays d'origine : Taïwan
- Format : Couleurs - 1,85:1 - Mono - 35 mm
- Genre : Drame
- Durée : 138 minutes
- Dates de sortie :
  - Taïwan : 3 août 1985
  - Allemagne : février 1986 (Berlinale 1986)
  - France : 28 avril 1999

## Distribution
- Mei-feng : Ah-hsiao
- Tang Yu-yuen : la grand-mère
- Tien Feng
- Xin Shufen
- Yiu Ann-shuin

## Distinctions

### Récompenses
- Golden Horse Awards 1985 : meilleur scénario original et meilleure actrice dans un second rôle pour Tang Yu-yuen
- Berlinale 1986 : Prix FIPRESCI